# Hiraea greggii
Hiraea greggii là một loài thực vật có hoa trong họ Malpighiaceae. Loài này được S. Watson mô tả khoa học đầu tiên năm 1882.